# 이사벨고등학교
이사벨고등학교(이사벨高等學校)는 대한민국 부산광역시 연제구 거제동에 위치한 사립 고등학교이다.

## 학교 연혁
- 1964년 10월 27일 : 재단법인 한국 복음 선교회의 선교 사업의 하나로 학교법인 복음학원 설립 인가
- 1964년 12월 12일 : 정화여자고등학교 설립 인가(3학급)
- 1965년 3월 10일 : 개교식 및 1965학년도 입학식, 제1대 유금종 교장 취임
- 1965년 12월 3일 : 이사벨여자고등학교 교명 변경
- 1968년 1월 14일 : 본교 제1회 졸업식(171명)
- 1969년 3월 1일 : 동 구내 중,고등 학교로 분리
- 1970년 2월 5일 : 이사벨여자종합고등학교로 개칭
- 1973년 10월 27일 : 이사벨여자고등학교로 개칭(2학급 증설, 각학년 10학급)
- 1975년 3월 10일 : 펜싱부 창단(국가대표 선수 배출)
- 1976년 3월 10일 : 대강당 무궁화관 준공(2000석)
- 1982년 6월 18일 : 생활관(진달래관) 개관
- 2000년 10월 16일 : 남,여 공학 인가
- 2009년 5월 18일 : 친환경 잔디 운동장 및 교정 공원화 사업 완공
- 2010년 10월 27일 : 특별교실 증축
- 2023년 2월 7일 : 제56회 졸업식 (총 졸업생수 24,675명)
- 2023년 3월 1일 : 제3대 신기영 법인 이사장 취임
- 2023년 3월 1일 : 제11대 김철우 교장 취임

## 참고 자료
- 이사벨고등학교 - 한국교육학술정보원 학교알리미